# Bakháza
Bakháza é um município da Hungria, situado no condado de Somogy. Tem 5,92 km² de área e sua população em 2019 foi estimada em 184 habitantes.